# Formelle Gruppe
Als formelle Gruppen werden in der Soziologie und anderen Sozialwissenschaften soziale Gruppen bezeichnet, deren Ziele, Normen und Rollen sowie Satzung, Verordnungen und Richtlinien ausdrücklich vorgegeben sind, bzw. von der Gruppe selbst festgelegt wurden. Formelle Gruppen sind in der Regel fest organisiert, zweckbewusst aufgebaut und werden planmäßig geleitet. Die Mitgliedschaft in so einer Gemeinschaft beginnt und endet meist mit einem formalen Akt. 
Die Differenzierung zwischen formellen und informellen Strukturen in Unternehmen wurde erstmals von Elton Mayo, Fritz Roethlisberger und William Dickson im Rahmen von Experimenten zwischen den Jahren 1927 und 1933 zur Steigerung der Arbeitsleistung vorgenommen.
Mit dem Begriff informelle Gruppe wird im Gegensatz dazu ein Zusammenschluss von Menschen bezeichnet, der formale Strukturen (noch) nicht ausgebildet hat und deren Mitgliedschaft eher lose ist.

## Beispiele
Fast alle Jugendverbände, Jugendorganisationen, Vereine, Parteien sind im soziologischen Sinne formelle Gruppen. Aber auch Klassenverbände und Arbeitsgemeinschaften zählen zu diesem Gruppentypus.